# Epitaffio per una spia
Epitaffio per una spia (in inglese, Epitaph for a Spy) è un romanzo di spionaggio dell'autore britannico Eric Ambler, edito nel 1938.
In italiano è stato tradotto per la prima volta da Franco Salvatorelli nel 1953.

## Trama
Josef Vadassy è un rifugiato ungherese di fatto apolide. È nato a Szabadka, allora in Ungheria, poi diventata Subotica e parte della Jugoslavia in seguito al Trattato di Trianon del 1920. Durante una vacanza nel sud della Francia, invia un rullino fotografico per lo sviluppo, ma la polizia scopre che contiene immagini non sue, scattate a strutture di difesa nelle vicinanze. Vadassy viene arrestato perché sospettato di spionaggio. La polizia si rende conto che Vadassy non ha scattato le foto, ma che qualcun altro nel suo albergo deve possedere una macchina fotografica identica, una Zeiss Ikon Contax. A Vadassy viene chiesto di tornare all'hotel per trovare la vera spia, con la minaccia che se non lo farà sarà espulso dal Paese, il che potrebbe significare la morte.

## Edizioni
- Eric Ambler, Epitaffio per una spia, traduzione di Franco Salvatorelli, Milano, Garzanti, 1953, 1967.
- Eric Ambler, Epitaffio per una spia, Milano, Mondadori, 1990.
- Eric Ambler, Epitaffio per una spia, Milano, Collana gli Adelphi n.187, Milano, 2001, ISBN 978-88-459-1612-0.

## Adattamenti
Il romanzo fu adattato per il cinema come Hotel Reserve nel 1944, con James Mason come protagonista. Fu anche adattato per la televisione nel 1953, con Peter Cushing nel ruolo di Josef Vadassy, e nuovamente nel 1963 con Colin Jeavons nel ruolo di Vadassy.